# 全球野生虎分布国政府首脑宣言
《全球野生虎分布国政府首脑宣言》是于2010年11月21日举办的全球虎保护峰会上通过的一份宣言，由孟加拉人民共和国、不丹王国、柬埔寨王国、中华人民共和国、印度共和国、印度尼西亚共和国、老挝人民民主共和国、马来西亚、缅甸联邦、尼泊尔王国、俄罗斯联邦、泰王国和越南社会主义共和国等十三个全球野生虎分布国的政府首脑在俄罗斯圣彼得堡发表。

## 主要内容
该宣言宣告，到2022年虎年到来之前，将力争使全球分布的野生虎数量翻一番。
同时，为达到该目标，宣言作出了一些承诺：
- 有效管理、保护野生虎，改善野生虎栖息环境。
- 打击并消除偷猎、走私以及非法贩卖虎制品等相关犯罪行为。
- 广泛动员野生虎栖息地区的居民，使其参与生物多样性保护、减小对野生虎及其食物和栖息地的不利影响，并为当地居民的转移安置提供必要的资金和技术支持。
- 改善对野生虎及其栖息地的管理维护。
- 探索尝试新型融资机制。
- 呼吁各国际金融机构提供资金和技术支持，为野生虎保护作出应有的贡献。
- 期待建立一个野生虎保护的多渠道专项信托基金。
- 将每年的七月二十九日定为“全球老虎日”并举办活动，以树立公众的野生虎保护意识。